# ورزشگاه میجی جینگو

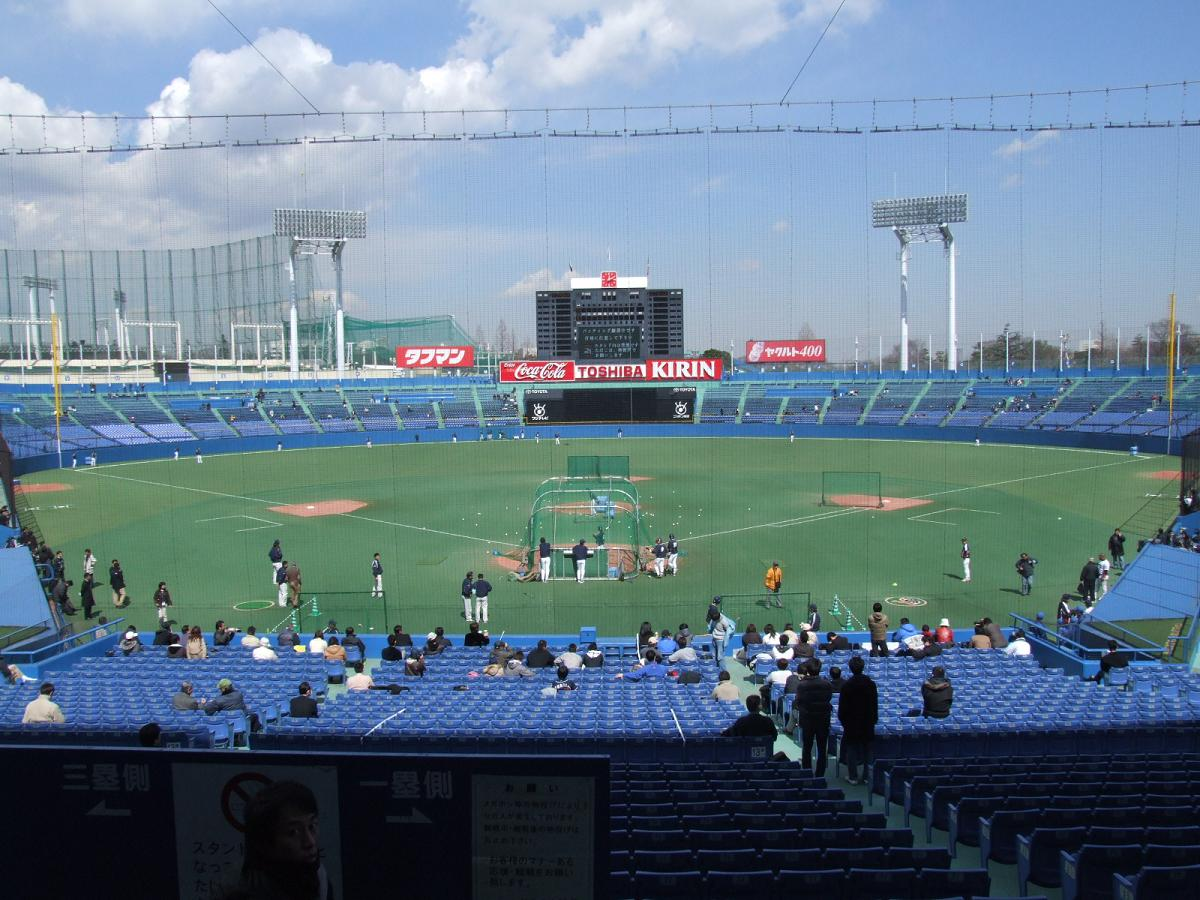
ورزشگاه میجی جینگو

ورزشگاه میجی جینگو (به ژاپنی: 明治神宮野球場) به ورزش بیس بال اختصاص دارد و در محلهٔ کاسومیگائوکا واقع در منطقهٔ شینجوکو در توکیو پایتخت ژاپن واقع شده‌است. این ورزشگاه در کنار پارک میجی جینگو گایئن قرار دارد. ساختمان کنونی این ورزشگاه در سال ۱۹۲۶ میلادی آمادهٔ بهره‌برداری شده‌است.  مسابقات خانگی تیم بیس بال حرفه‌ای یاکولت سوواروز  (Yakult Swallows) در این ورزشگاه انجام می‌شود.

## ایستگاه‌های اطراف
مختصات جغرافیایی ۳۵°۴۰′۲۸٫۴۶″ شمالی ۱۳۹°۴۳′۱٫۶۹″ شرقی / ۳۵٫۶۷۴۵۷۲۲°شمالی ۱۳۹٫۷۱۷۱۳۶۱°شرقی
- ایستگاه گایئن مائه (外苑前)
  -  متروی توکیو، خط گینزا تا ورزشگاه ۵ دقیقه پیاده فاصله است.
- ایستگاه سنداگایا و ایستگاه شینانوماچی
  -  متروی توئی، خط اوادو تا ورزشگاه ۱۵ دقیقه پیاده فاصله است.
  - ■ جی آر، خط چوئو-سوبو
- ایستگاه کوکوریتسوکیوگیجو (国立競技場駅 Kokuritsu-Kyōgijō)
- متروی توئی، خط اوادو تا ورزشگاه ۱۳ دقیقه پیاده فاصله است.